# Носа-Сеньора-дус-Ремедиус (Пиауи)

Носа-Сеньора-дус-Ремедиус на карте штата.

Носа-Сеньора-дус-Ремедиус (порт. Nossa Senhora dos Remédios) — муниципалитет в Бразилии, входит в штат Пиауи. Составная часть мезорегиона Север штата Пиауи. Входит в экономико-статистический микрорегион Байшу-Парнаиба-Пиауиенси. Население составляет 8206 человек на 2010 год. Занимает площадь 358,492 км². Плотность населения — 22,89 чел./км².

## Демография
Согласно сведениям, собранным в ходе переписи 2010 г. Национальным институтом географии и статистики (IBGE), население муниципалитета составляет:
| Полное население                               | Полное население                               | Полное население                               | Полное население                               | 8206  |
| ---------------------------------------------- | ---------------------------------------------- | ---------------------------------------------- | ---------------------------------------------- | ----- |
| в том числе:                                   | Городское население                            | 3693                                           | Процент городского населения, %                | 45,00 |
|                                                | Сельское население                             | 4513                                           | Процент сельского населения, %                 | 55,00 |
|                                                | Мужское население                              | 4077                                           | Процент мужского населения, %                  | 49,68 |
|                                                | Женское население                              | 4129                                           | Процент женского населения, %                  | 50,32 |
| Плотность населения, чел/км²                   | Плотность населения, чел/км²                   | Плотность населения, чел/км²                   | Плотность населения, чел/км²                   | 22,89 |
| Население муниципалитета в % к населению штата | Население муниципалитета в % к населению штата | Население муниципалитета в % к населению штата | Население муниципалитета в % к населению штата | 0,26  |

По данным оценки 2016 года, население муниципалитета — 8491 житель.

## Статистика
- Валовой внутренний продукт на 2003 год составляет 9 959 177 реалов (данные: Бразильский институт географии и статистики).
- Валовой внутренний продукт на душу населения на 2003 год составляет 1298,63 реалов (данные: Бразильский институт географии и статистики).
- Индекс развития человеческого потенциала на 2000 год составляет 0,523 (данные: Программа развития ООН).

## География
Климат местности: жаркий гумидный.